# Lichtenberg-Gesellschaft
Die Lichtenberg-Gesellschaft e. V.  ist eine  deutschsprachige literarische Gesellschaft. Sie hat sich zum Ziel gesetzt, das Andenken an den Physiker und Philosophen Georg Christoph Lichtenberg zu pflegen und zu verbreiten.

## Geschichte
Die Gesellschaft wurde am 2. Oktober 1977 an Lichtenbergs Geburtsort Ober-Ramstadt gegründet. Ihr Ziel ist, Lichtenbergs literarisches und wissenschaftliches Werk im Zusammenhang der Kultur- und Wissenschaftsgeschichte in der zweiten Hälfte des 18. Jahrhunderts zu erforschen und Lichtenbergs Wirkung auf die Zeitgenossen und sein Nachwirken zu vergegenwärtigen. Die Gesellschaft hat 270 Mitglieder (Stand 2010).

## Aktivitäten
Alljährliche Arbeitstagungen mit Vorträgen, Seminaren, Diskussionen und Ausstellungen finden seit 1977 am Wochenende nach Lichtenbergs Geburtstag, dem 1. Juli, in Ober-Ramstadt, in Göttingen, und an anderen Orten statt. Die Ergebnisse der Lichtenberg-Forschungen fasst das seit 1989 regelmäßig erscheinende Lichtenberg-Jahrbuch (von 1977 bis 1988 die Zeitschrift Photorin) zusammen. Zum 275. Geburtstag Lichtenbergs fand am 1. Juli 2017 in Göttingen eine Festveranstaltung statt.
Die Gesellschaft unterhält eine Website und unterstützt ferner die Lichtenberg-Forschungsstellen an der Akademie der Wissenschaften zu Göttingen und an der Technischen Universität Darmstadt, wo von Ulrich Joost eine zusammenfassende historisch-kritische, kommentierte Gesamtausgabe der Werke Lichtenbergs unter dem Titel „Gesammelte Schriften“ erarbeitet wird, von der vier Bände der „Vorlesungen zur Naturlehre“ erschienen sind (Stand: 2010).

## Vorsitzende
- 1999–2003: Ulrich Joost
- 2009–2015: Rudolf Drux
- seit 2015: Martin Stingelin

## Veröffentlichungen
- Photorin : Mitteilungen der Lichtenberg-Gesellschaft. Bad Zwischenahn. 1.1979 – 11/12.1987, ISSN 0172-0015, ZDB-ID 564139-1. Fortgesetzt durch:
- Lichtenberg-Jahrbuch. Winter, Universitätsverlag. 1988(1989) ff., ISSN 0936-4242, ZDB-ID 1003648-9